# Long Range Desert Group
Long Range Desert Group (LRDG) var en britisk militærenhed i 2. Verdenskrig. Enheden blev etableret i Ægypten, efter at Italien havde erklæret Storbritannien krig i juni 1940. Enheden blev grundlagt af major Ralph A. Bagnold med hjælp fra kaptajnerne Patrick Clayton og William Shaw. Enheden var underlagt den daværende britiske øverstkommanderende i Mellemøsten general Archibald Wavell. Gruppen specialiserede sig i mekaniseret rekognoscering, indsamling af efterretninger og i at finde vej i ørkenen. Gruppen blev nedlagt ved krigens slutning. LRDG fik øgenavnet Mosquito Army af Wavell. Soldater fra Special Air Service (SAS) kaldte den for Libyan Desert Taxi Service.
Under Ørkenkrigen mellem 1940 og 1943 opererede LRDG hundreder af kilometer bag fjendens linjer. Selv om dens væsentligste opgave var rekognoscering og efterretningsindsamling, udførte enheder fra LRDG, kaldet patruljer, nogle hårdtslående angrebsoperationer. Det mest berømte var Operation Hyacinth, et angreb på byen Barca og dens nærliggende flyveplads, som fandt sted om natten den 13. september 1942.
Feltmarskal Erwin Rommel udtalte:
"LRDG tilføjede os mere skade end nogen anden enhed af den størrelse."

## Etablering og udstyr
Under 1. Verdenskrig opererede der motoriserede rekognoscerings- og lette angrebsenheder – såkaldte Light Car Patrols (LCP) – mod Sanussier og senere mod tyrkiske enheder i Ægypten og Palæstina. Disse enheder var bemandet med australsk og britisk personel og brugte konverterede Ford T lastbiler bevæbnet med Lewis maskingeværer.
Mellem krigene var major Ralph Alger Bagnold officer i det britiske signalkorps, og var pioner indenfor transport og navigation over lange afstande. Han rejste i stor stil i Ægypten og Libyen i Ford A lastbiler, og det lykkedes ham at køre gennem områder, som tidligere blev anset for uigennemtrængelige. Blandt andet havde Bagnold lavet store forbedringer til solkompasset, som han i den nye version lod patentere og senere anvendte i LRDG. Bagnolds erfaringer med det italienske militær overbeviste ham om, at de udgjorde en stor trussel mod Ægypten og Suez-kanalen i tilfælde af krig. Med dette i baghovedet foreslog major Bagnold i 1939 at der blev opstillet en enhed i stil med Light Car Patrols, som kunne bruges til at spionere mod italienerne. Hans ideer blev afvist, indtil han var så heldig at kunne forelægge dem for general Archibald Wavell, som havde kommandoen over de britiske styrker i Mellemøsten, da Italien gik ind i krigen i juni 1940. Wavell kunne straks se perspektiverne i Bagnolds ide, og han gav ham frie hænder til at søge efter frivillige blandt de tilstedeværende tropper.
Enheden, som i starten fik navnet Long Range Patrol, blev grundlagt den 3. juli 1940. Fra starten regnede man med, at australiere og new zealændere, som fortrinsvis kom fra landområder, ville være mere selvhjulpne end deres britiske kolleger, der typisk kom fra byerne. Den australske general Thomas Blamey var imidlertid begrænset i sin handlingsfrihed af et direktiv fra den australske regering om, at australsk personel skulle kæmpe sammen som en enhed, og ikke spredes ud over ikke-australske enheder. Dernæst gik man til new zealænderne og 150 new zealandske frivillige blev udvalgt med tilladelse fra general Freyberg, den øverstkommanderende for de new zealandske tropper i Mellemøsten. Bagnold havde tænkt, at da new zealænderne fortrinsvis var landmænd, ville de være vant til at bruge og vedligeholde maskineri. Senere tilføjelser til gruppen omfattede britiske og rhodesiske enheder. En indisk Long Range Squadron blev også opstillet, og den fungerede som en delvist selvstændig enhed indenfor LRDG.
Under Ørkenkrigen fra 1940 til 1943 gennemgik LRDG en række organisations faser. I det første års tid var det organiseret i patruljer bestående af 2 officer, 28 "af anden rang" og fire forstærkninger som bemandede 11 køretøjer. Senere fandt man ud af, at det var mere fleksibelt at dele hver patrulje i to halv-patruljer, som hver bestod af en officer og 15-20 af anden rang der kørte i 5-6 køretøjer. Hvert køretøj var bemandet med en vognkommandør, en chauffør, som var specialist i vedligeholdelse og læsning af køretøjet, og en skytte, som havde ansvar for vedligeholdelse af alle våben og tilhørende udstyr. Radiokøretøjer havde desuden en navigatør/radiooperatør i stedet for en af skytterne.
.
LRDG fik et velfortjent ry som eksperter i navigation i Mellemøsten. Gruppen blev også ofte benyttet til transport af personel fra SAS, Frie franske styrker, Popski's Private Army og andre specialstyrker, foruden hemmelige britiske og arabiske agenter. Allierede krigsfanger blev somme tider reddet ligesom nedskudte flybesætninger, og fjendtlige tropper blev ofte taget til fange af LRDG patruljer.

### Køretøjer
I starten brugte LRDG en kombination af tidligere civile 30 cwt Chevrolet WB-er og 15 cwt Ford 01 V8 "pilot cars"; de sidste blev brugt at patruljeledere til at rekognoscere terrænet foran hovedgruppen. Fra midten af 1941 blev Chevroletterne suppleret og efterhånden erstattet med Ford F30 30 cwt firehjulstrukne lastbiler. Selv om disse køretøjer med deres firehjulstræk var gode til at komme igennem vanskeligt terræn med, var deres store benzinforbrug en stor ulempe. Et andet problem var at motoren til dels var placeret inde i bilen, hvilket betød at det blev meget varmt for chauffør og passagerer. For at forbedre afkølingen blev kølergrillen og motorhjelmen i reglen fjernet. Ford 01'erne blev også erstattet med 15 cwt Chevrolet 1131X3 med træk på to hjul.
Konvertering af LRDG lastbiler til brug i ørkenen omfattede fjernelse af tag og døre og udskiftning af frontruden med "fly" ruder og tilføje køler kondensatorer, Bagnold solkompasser, stål sandkanaler og tunge kanvas sandmåtter, foruden våben affutager. Et antal køretøjer var også udstyret med "fly" kompasser af den type som fly fra RAF benyttede, mens andre havde magnetiske kompasser udover Bagnold solkompasset. Særligt brede lavtryks ørkendæk, som kunne genkendes på deres diamantformede dækmærker, blev påmonteret. Ekstra dæk blev ofte medbragt på begge sider af køretøjet. Da køretøjerne ofte var læsset med op til 2½ tons udstyr og forsyninger ved starten på en patrulje blev affjedringen forstærket med ekstra blade.
I marts 1942 begyndte LRDG at modtage de første af 200 canadisk-byggede Chevrolet 1533X2 4×2 30 cwt lastbiler med et Gotfredson 4BI "ammunition body" i stål. Hver af disse Gotfredson karosserier havde indbyggede skabe i fronten og foran baghjulene. Karosseriets sider blev gjort højere ved at påmontere sidefjæle. De stolper, som fjælene blev monteret på, fungerede også som basis for våben, og kunne bære et let maskingevær. En forstærket stolpe for det bageste maskingevær blev monteret bag på ladet. Beslag til Lee-Enfield rifler blev i reglen sat på de bageste dørstolper på begge sider af den åbne vogn. Solkompasset blev monteret på det midterste af det forreste skot, oven over instrumentpanelet. Det fleste af køretøjerne havde også bøjler, hvori der kunne placeres tre 2-gallon benzindunke på hvert trinbræt. En udmærket illustration af hvor udstyret var placeret kan ses på billedet af "T10" fra "T 1 Patrol".
På radiokøretøjerne blev der påmonteret et særligt skab foran i højre side af køretøjet hvori der blev installeret en Army No. 11 radiosender og en Philips model 635 modtager. Træmaster til antennen blev placeret i beslag på fjælene over radioen og en isoleret antenne blev placeret foran på køretøjet. Skabet havde en låge, som var hængslet i bunden, og som også blev brugt som et bord, når den var åbnet. Desuden var radiosenderen dækket af en dør, som kunne skyde bagud langs siden af karosseriet.
Selv om disse køretøjer var tohjulstrækkere betød en ekstra lav gearing og en kraftig 6-cylindret motor, at de kunne klare det terræn, de kom ud for. På flade hårde overflader kunne de sagtens køre med 100 km/h, og vigtigere var det, at de kun brugte halvt så meget benzin som F30-erne, hvilket var en meget vigtig faktor ved langdistance missioner.
Fra begyndelsen af 1942 blev Chevrolet 1131 pilotvognene gradvis udskiftet med Jeeps i takt med at disse blev tilgængelige. I adskillige måneder havde Special Air Service forrang over LRDG ved tildeling af Jeeps, hvilket var lidt ironisk, da SAS i mange af sine tidlige missioner havde været afhængig af LRDG til transport. LRDG havde en særlig fornøjelse ud af at redde efterladte SAS Jeeps og bringe dem tilbage til køredygtig stand, inden de overlod dem til deres egne patruljeledere. LRDG Jeeps blev typisk bevæbnet med enten et Vickers K eller et .303 Browning maskingevær i enkelt eller dobbelt affutage.
Fra starten af 1943 blev Jeeps i stigende grad standardkøretøjet, efterhånden som Chevrolet og Ford lastbilerne blev slidt op. I maj 1943, da Ørkenkrigen sluttede, var standardudrustningen 6 Jeeps per halv-patrulje.
Det bør nævnes, at LRDG vedligeholdt deres køretøjer til en meget høj standard og havde veludstyrede værkstedsfaciliteter på basen (kaldet "Citadellet") i Cairo og på de fremskudte baser i Kufra og senere Jalo. Hver patrulje tog af sted med en værkstedsvogn, som var et standard patruljekøretøj udstyret med værktøj og reservedele (ekstra fjedre, kølerremme, karburatorer, koblinger, tændrør osv.) så man kunne klare løbende reparationer i felten. Dette køretøj kørte altid bagerst i kolonnen. Mekanikeren, som var en del af besætningen, var en fuldt uddannet mekaniker. Køretøjernes chauffører kunne også udføre mekaniske reparationer. Mange køretøjer blev reddet ved hjælp af nogle snedige improvisationer. På en mission ødelagde en lastbil sit differentialhus og dækpladen på en klippeblok, så den mistede al olien. At bugsere bilen 1.600 km tilbage til basen var umuligt. Løsningen blev at tætne det ødelagte hus med tyggegummi og pakke differentialet med hele bananer. Da dækpladen først var banket tilbage til den rette form og boltet på plads, blev den 1.600 km rejse – efter en prøvetur – gennemført uden problemer.
Ved afslutningen af hver mission blev køretøjerne rutinemæssigt gennemgået og hver 4 til 6 måneder blev de kørt til værkstedet på basen og praktisk taget genopbygget.

### LRDG "Tunge" Afdeling
Den primære rolle for den tunge afdeling var at etablere og forsyne patruljeenhedernes fremskudte forsyningslagre. I starten brugte denne enhed fire 6-tons Marmon-Herrington lastbiler, der var leveret af Southern Mediterranean Oil Company. Disse køretøjer, der havde træk på 6 hjul, fungerede udmærket i ørkenen. De kunne hver bære 144 benzinbeholdere foruden deres eget brændstof og forsyninger. Ved visse lejligheder blev de også brugt til at fragte nedbrudte patruljekøretøjer tilbage til basen. De blev senere udskiftet med fire 10-tons
White lastbiler. I foråret 1942 blev White lastbilerne udskiftet med 4 Mack NR 9 og snart blev disse suppleret med 20 Ford F60 CMP (canadiske militær lastbiler). Erobrede italienske køretøjer blev indimellem også anvendt, især Fiat Spa AS37 lette fire-hjulsdrevne lastbiler.

### Våben
Fra etableringen af Long Range Patrol var det meget forskelligt hvilke våben der blev anvendt og i hvilket omfang. Det afhang helt af, hvad der var tilgængeligt. Det normale udstyr for en patrulje var i starten 10 Lewis maskingeværer, fire anti-tank rifler, suppleret med vandkølede .50 Cal Vickers maskingeværer og en 37 mm Bofors anti-tank kanon, som blev monteret bag i nogle af Chevrolet WB-erne og Ford F30-ere.
Af personlige våben kan nævnes:
- Lee-Enfield .303 SMLE No. 1 Mk. III or No. 4 Mk. I riffel;
- Enfield .38 revolver No. 2 Mk. I* eller Webley .38 revolver Mk. VI;
- Colt 1911A1 .45 automatisk pistol.
- Thompson .45 cal M1928A1 eller M1 maskinpistol; 50-skuds tromlemagasin eller 30-skuds stavmagasin.
- Lee-Enfield SMLE No. 1 Mk. III EY; Extra Yoke – udstyret med en afskydningskop, der kunne affyre en No. 36M Mills granater.
- Adskillige typer håndgranater, heriblandt Mills bomber, No 68 Anti-tank granater og No. 69 granat.

Fra marts 1942 blev der sammen med de nye Chevrolet lastbiler introduceret nye våben:

#### Skyts monteret på køretøjer
- .55 in. Antitank riffel. De blev hurtigt forældet, og blev sjældent brugt efter marts 1942.
- Lewis Mk. I .303. Blev forældet med introduktionen af .303 Vickers K.
- Vickers K blev taget fra RAF's overskudslagre. Det var det mest anvendte maskingevær i LRDG. Det blev ofte monteret i svingbare dobbeltaffutager på passagersiden af lastbilen. En Messerschmitt Bf 110 blev skudt ned med en Vickers K betjent af korporal Merlyn Craw MM i december 1941. Blev også anvendt på Jeeps.
- Vickers Medium Mk. I .303 and Vickers Heavy Mk. V .50 cal vandkølede maskingeværer monteret på en stolpe bag i køretøjet. LRDG udviklede en svanehalsformet drejemekanisme, som ofte blev anvendt. Vickers trefod blev også medbragt, så våbenet kunne aftages og anvendes på jorden om nødvendigt.

- .303 Browning Mk. II luftkølet fra R.A.F. lagre. Disse maskingeværer der oprindelig var monteret på fly fik påmonteret improviserede kolber og aftrækkere og blev ofte monteret i par. Manchetten omkring løbet indeholdt en række køle åbninger, i stedet for huller som på den amerikanske .30 M1919A4.
- .50 Cal. Browning M2/AN luftkølet: Dette var en version af Browning maskingeværet med et let løb, som almindeligvis blev brugt i fly fra de britiske og amerikanske luftvåben. De begyndte at blive udleveret i slutningen af september 1942, hvor de erstattede de vandkølede Vickers og Boys Rifle.

LRDG trænede i brugen af mange typer våben, hvoraf nogle sjældent blev brugt. Andre blev kasseret til operationel brug eller blev udleveret i meget lille antal:
- Bren Mk. 1 .303 Let maskingevær. Der er ikke meget, der tyder på, at Bren guns blev anvendt, selvom de kan være udleveret i meget begrænset omfang. Det lader til at hvis der blev brugt Bren guns var de normalt udstyret med et 100-skuds tromlemagasin.
- 2 tommers morter; Disse blev medbragt, men sjældent brugt, da SMLE EY var det foretrukne våben.
- Browning HP35 9 mm Para.; Tilbageholdenhed i det britiske forsvar med hensyn til at indføre automatpistoler betød at HP 35 aldrig blev udleveret til LRDG.
- Stengun 9 mm Para. Den blev aldrig anvendt i kamp af LRDG, som havde adgang til Thompson maskinpistoler, som blev anset for at være langt bedre. Forsøg med Stenguns viste at de tidlige udgaver især var slemme til at sætte sig fast og også på anden vis var upålidelige.

#### Eksempler på erobrede våben
LRDG benyttede mange slags våben, som var erobret fra italienere eller tyskere.
- Breda 20 mm Modello 35 dobbelt funktions kanon, der var monteret på adskillige Chevroletter.

Som erstatning for de langsomme 37 mm Bofors kanoner var de hårdtslående og pålidelige, og kunne tage kampen op med de tyske eller italienske panservogne, de indimellem stødte på. Ammunitionen bestod af 10 skuds clips. Den væsentligste ulempe var at køretøjet ikke havde meget plads til overs til forsyninger, og de måtte fordeles på resten af patruljens køretøjer. En Breda pr. halv-patrulje var standard i 1942. Enkelt eller dobbelte maskingeværer blev også monteret ved passagersædet.
- Breda M37 & M38 8 mm maskingevær, var de eneste italienske maskingeværer, der blev anset for anvendelige i nødstilfælde af LRDG.
- Erma Werke 9 mm Para. MP40 maskinpistoler blev ofte anvendt. De blev ofte kaldet Schmeisser, men det var en fejl. Våbenkonstruktøren Hugo Schmeisser havde intet at gøre med udformningen af våbenet. Han havde kun patent på magasinerne.

#### Eksplosiver
LRDG medbragte ofte landminer, og den mest almindelige type var Pansermine GS Mk.II. De blev ofte lagt i rækker over veje eller spor. Til sabotage brugt LRDG Lewes bomber, og lavede desuden egne sprængladninger af plastisk sprængstof (Gelagnit). De blev placeret på parkerede fly eller lignende mål.

### Kommunikationsudstyr
LRDG patruljer havde altid en ratiovogn med udstyret med en Army No. 11 radiosender og en Philips model 635 modtager. Selv om No. 11 senderen var designet til korte afstande kunne LRDG sende over hundreder af kilometer ved hjælp af en og to meter høje antenner og "Windom" antennesystemet, som bestod af en ledning udspændt mellem to 5 meter lange pæle. Radiokøretøjerne var udstyret med ekstra batterier, som leverede strøm til radioerne.
Radiokøretøjerne var bemandet med en fuldt uddannet signalmand og yderligere en kvalificeret operatør fulgte i et andet køretøj. I LRP var de fleste radiooperatører new zealændere, men LRDG's radiofolk okm alle fra det britiske signalkorps. Disse folk skulle være højt kvalificeret i kommunikation og desuden have usædvanlige tekniske evner til at vedligeholde og reparere udstyret i ugevis uden hjælp udefra. Kun ved fire lejligheder i løbet af de tre års operationer betød en ødelagt radio, at en patrulje ikke kunne kommunikere med hovedkvarteret.
Pæleantennerne blev i almindelighed brugt på afstande af op til 300 km fra basen. Windom antennerne blev brugt til længere afstande. Selv om No 11 senderen havde lav sendeeffekt, lykkedes det for LRDG at sende over lange afstande. Den længste, der er beskrevet, var af den indiske Long Range Squadron som sendte mellem Damaskus området og Benghazi, en afstand på over 2.500 km. Alle transmissioner foregik i morsekode. Philips modtageren blev brugt til at indfange timesignaler fra BBC, men ble også brugt til at spille musik når patruljen gjorde holdt for natten, hvis det ikke var indenfor fjendens lytteafstand.
Ved nogle lejligheder blev radiovognen også patruljens navigationskøretøj, da den var udstyret med en teodolit og kort.
På grund af at radiovognen var så vigtig blev patruljen i reglen afblæst, hvis den blev ødelagt eller sat ud af funktion.

### Standard markeringer
Da de var nye havde alle LRDG Chevroletter sorte militærkøreplader med serienummeret L4618+++ påmalet tre steder: på begge side af kølerhjelmen og på den øverste tredjedel af de bageste sidepaneler. Der var et fjerde sted, hvor nummeret skulle være, nemlig på det midterste af den forreste kofanger, men placeringen dette nummer kunne variere.
De eneste andre standard markeringer var et sortstencileret "INSPECTED" og et "PASS", som enten var placeret på den forreste kofanger eller på hjulkasserne.

### Patrulje markering
Køretøjer fra de forskellige patruljeenheder blev identificeret ved et bogstav malet over et køretøjsnummer f.eks. "R 4 of R1 Half-Patrol". Indtil midten af 1942 blev disse i reglen malet i hvid på en sort, rød eller mørkegrøn cirkel eller rektangel 3-4 steder på køretøjet. Der var ikke nogen ufravigelig regel om hvor de blev påmalet. Efter midten af 1942 blev de forenklet til to sorte bogstaver og tal på en ørkenfarvet baggrund
I løbet af 1942 blev LRDG reorganiseret flere gange, så markeringerne på køretøjerne kunne ændre sig. Eksempelvis havde Chevrolet L4618825 Te Aroha III fra T1 patruljen i marts 1942 markeringen 'T9' i hvidt på sort eller muligvis mørkegrøn baggrund på det øverste af kølerhjælpmen. Da man nåede til raidet mod Barca i september 1942 var markeringen ændret til 'T2', hvilket angav den forreste navigatørs køretøj, og det stod i sort på en ørkenfarvet baggrund. Det var placeret på den venstre kofanger foran. 'Te Aroha III' var også malet om i sort og ørkenfarvet baggrund på sin oprindelige placering.
R (New Zealand) Patrol; R1 og R2 'halv-patruljer' benyttede en grøn Hei-tiki med en rød tunge, malet på den forreste højre side af kølerhjelmen. Til venstre herfor var der et maori stednavn med begyndelsesbogstavet R, som regel stencileret i hvid med en sort, rød eller mørkegrøn rektangel som baggrund.
T (New Zealand) Patrol; T1 og T2 brugte en sort Kiwi på grønt græs og et maori navn der startede med 'Te' på de samme steder som R Patrols køretøjer.
W (New Zealand) Patrol; Bar et maori navn eller ord, som regel i sort på en gul stribe på samme steder som R og Y Patrol. W patrol blev opløst i december 1940 og dets udstyr overdraget til G Patrol mens personelet gik til R og Y Patrol. Billeder af en tidligere W-patrol lastbil kan ses i bunden af denne artikel.
S (Rhodesian) Patrol; S1 og S2 havde navne med tilknytning til Rhodesia, f.eks. 'Salisbury' malet på den venstre kølerhjelm. Køretøjerne blev identificeret med et S over et tal.
G (Guards) Patrol; køretøjerne havde inden særlige markeringer, om end nogle køretøjer havde gardens insignier – et rektangel delt i tre: mørkeblå, rød, mørkeblå. Det kunne have påført køretøjets identifikation G over et tal i hvidt på det røde felt.
Y (Yeomanry) Patrol; Y1 and Y2: Mandskab fra Yeomanry (da: landsoldat) regimenterne i kavaleri divisionen. Y1 havde navne på berømte værtshuse, f.eks. 'Cock O’ The North' malet på venstre side af motorhjelmen Y2 havde navne fra "De tre musketerer", som ligeledes var malet på venstre side af motorhjelmen. Det sædvanlige Y over et tal var køretøjets identifikation.

## Indledende træning
Under den indledende træning var Shaw ansvarlig for undervisning i navigation mens Bagnold underviste i kommunikation.
Den første træningspatrulje startede i august, hvor Bagnold tog to Ford lastbiler, fem new zealændere og en arabisk guide med for at overvåge forsyningstrafikken på sporet mellem Jalo og Kufra. Samtidig brugte Shaw de andre patruljer til at opbygge forsyningslagre langs den libyske grænse, hvilket var nødvendigt på grund af de lange afstande, som senere skulle tilbagelægges.

## Kamphistorie
Den 13. september etablerede enheden sin første base i Siwa oasen.
De ankom dertil ved at køre omkring 240 km over den ægyptiske sandørken. Den 15. september blev to patruljer sendt af sted i de første kampoperationer. Under denne operation kør Teddy Mitfords enhed gennem Kalansho Sandhavet og angreb italienske benzinlagre og nødlandepladser langs Palificata. I mellemtiden passerede Claytons gruppe gennem italiensk område for at kontakte franske styrker i Tchad. Det menes, at LRDG hjalp med til at overtale styrkerne der til at tilslutte sig de Frie franske styrker.
Patruljerne mødtes ved den sydlige spids af Gilf Kebir (hvor der var placeret et forsyningslager) og vendte derefter tilbage til Cairo via Kharga Oasen. Begge patruljer havde tilbagelagt ca. 6.000 km.
Efter denne ekspedition godkendte krigsministeriet en fordobling af enhedens størrelse, at den fik nyt navn og at Bagnold blev forfremmet til oberstløjtnant. Den forstørrede enhed rekrutterede frivillige fra britiske, indiske og rhodesiske enheder.
Bagnold skrev: "I de følgende få måneder blev der gennemført raids mod en række oaser, som fjenden holdt besat... isolerede garnisoner blev skudt i smadder... raiderne lod til at dukke frem fra en fjerde fimension...Graziani begyndte at tvivle sine efterretningsrapporter og den italienske hær standsede i ... måneder.

### Tchad og Kufra
I september 1940 rejste Bagnold til Fort-Lamy i Tchad, hvor han hjalp til med at overtale den franske koloni til at slutte sig til de Allierede. LRDG og Frie franske styrker arbejdede sammen om overfald på italienske stillinger i området ved Murzuk Oasen og med brug af fransk artilleri erobrede de i fællesskab Kufra. I april 1941 blev LRDG's hovedkvarter flyttet til Kufra. Bagnold skrev: "Temperaturer over 50 °C viste sig at være tålelige, selv på reducerede vandrationer, på grund af tørken. Det værste ubehag kom fra ... sandstorme, som varede i flere dage. De gjorde det meget vanskeligt at spise. "
Fra Kufra kunne LRDG's kommandører fungere som militære kommandører over et område, som nogenlunde var på størrelse med Nordeuropa – et område hvor det ikke havde regnet i 70 år.
I løbet at sommeren 1941 rekrutterede Bagnold en anden ledsager på før-krigs ekspeditionerneGuy Lennox Prendergast, som sin næstkommanderende. Den 1. juli forlod Bagnold enheden for at gøre tjeneste i Cairo som oberst, og Prendergast blev LRDG's kommandør. Prendergast blev efterfulgt af John Richard Easonsmith, som blev efterfulgt af David Lloyd Owen.

### The LRDG air link
LRDG vedligeholdt en hemmelig landingsbane mellem Kufra og Siwa som blev benyttet af deres WACO fly til at bringe personel og særlige forsyninger frem, såsom reservedele, og tage sårede og syge med tilbage. Disse fly blev købt privat af Guy Prendergast, efter at RAF havde afvist at levere nogen. De blev fløjet af Prendergast og new zealænderen Trevor Barker, altid ledsaget af en navigatør, ofte Shaw, da WACO flyene ikke havde radio om bord.

### Angrebet på Barca
I starten af september 1942 forlod to patruljer under kommando af major J. R. Easonsmith deres ægyptiske base ved Faiyum med ordre om at "gøre mest mulig skade og forstyrrelse for fjenden". Målet var Barca, ca. 80 km nordøst for Benghazi ved kystvejen. Det var et stor administrativt centrum for den italienske koloniadministration i Libyen, og der var en stor flyveplads nordøst for byen. G1 patruljen under kommando af kaptajn J. A. L. Timpson, og T1 patruljen under kaptajn N. P. Wilder, som tilsammen havde 47 mand i 12 Chevrolet 1533X2 lastbiler og fem jeeps blev ledsaget af major Vladimir Peniakoff og to Sanussi stammemænd, som tilhørte den libysk arabiske styrke.
Deres modstandere i Barca bestod af et kompagni Polizia dell'Africa Italiana (Italiensk-afrikansk politi) med Autoblinda AB.41 panservogne, et kompagni Carabinieri Reali (kongelige Carabiniers), 8ª sezione Camicie Nere (8. sortskjorte enhed), XVII Battaglione Mitraglieri (17. maskingevær bataljon), 10ª compagnia Carri L (10. lette pansrede kompagni) med L3/35 tanketter og et batteri 12,7 cm kanoner, (erobrede britiske 60 punds kanoner) fra 51° Gruppo Artiglieria (51. artillerigruppe).
På flyvepladsen ved Barca lå 35° Stormo da Bombardamento' (35. bombeenhed), med undtagelse af en enkelt eskadrille, udstyret med Cant Z.1007bis tremotorede bombefly og 131ª Squadriglia fra 66° Gruppo Osservazione Aerea (131. eskadrille af 66. recognosceringsgruppe) udstyret med Caproni Ca.311 tomotorede observationsfly.
Adskillige enheder kavaleri, karabinierier og irregulære libyske enheder var også i området.
På vejen dertil blev Guards Patrol ramt af et uheld, da kaptajn Timpsons jeep væltede og han og hans chauffør måtte evakueres med fly.
LRDG nåede Benia, ca. 24 km syd for Barca, den 13. september og slog lejr på en bakke i et træbælte. Den 1.858 km rejse havde taget 11 dage. En lastbil var blevet skjult på et nærliggende samlingspunkt, som senere blev kaldt "G5" sammen med et mindre lager af mad og vand. I resten af dagen forblev lastbilerne skjult mellem træerne mens besætningerne klargjorde deres våben og eksplosiver. Klokken 15 afholdt major Easonsmith en afsluttende briefing. Hovedmålet skulle være hovedkasserne og hovedkvarteret i nærheden af bymidten. De skulle angribes af G patruljen, mens T1 patruljen angreb flyvepladsen.

### Den indiske eskadron
I slutningen af 1941 blev der opstillet en indisk eskadron af LRDG ud af den britiske og den indiske arme, og den fungerede uafhængigt af resten af LRDG igennem 1942. Den blev opløst i 1943.
En af officererne var Sujan Singh Uban som blev tildelt Military Cross for tapperhed. Han blev senere generalmajor i den indiske hær og dannede den tibetanske elitestyrke Special Frontier Force som dens generalinspektør.

### LRDGs artillerienhed
I august 1941 blev der dannet en artillerienhed, som kunne angribe forter mere effektivt. I starten bestod det af en 4,5 inch howitzer monteret på en 10 tons lastbil ledsaget af en let kampvogn som observationspost. Disse blev imidlertid overdraget til de Fris franske styrker i
Kufra. Enheden fik derefter tildelt en 25 punds kanon, som var monteret på en lastbil. Efter at have erobret fort El Grafia måtte lastbilen efterlades og forsøget blev opgivet.

### Vejovervågning ved Marble Arch
Et af LRDG's vigtigste bidrag var en konstant overvågning af trafikken langs den tripolitanske kystvej, langt inde bag aksestyrkernes linjer. Et tomands hold gemte sig før daggry i en udtørret flodseng (wadi) en 100 meter fra vejen. I løbet af dagen blev alle bevægelser noteret og kategoriseret ved hjælp af kikkerter og fotografier af fjendtlige køretøjer, og senere indrapporteret til hovedkvarteret.

## Senere operationer
Efter afslutningen på Felttoget i Nordafrika blev LRDG trænet i bjergkrigsførsel på Cedars of Lebanon Hotel, i Libanon. De blev også trænet i faldskærmsoperationer. Enheden fortsatte med at gøre tjeneste på de græske øer, i Italien og i Normandiet.

## Mindesmærke
- An original truck, recovered from the North African desert, is held by the Imperial War Museum.
- There is a war memorial at Papakura army base, in Auckland.
- Several private replicas of LRDG vehicles have been built in the UK, America and New Zealand.

## Underholdning
Der er lavet en række underholdningsfilm og TV serier baseret mere eller mindre på LRDG:
- Play Dirty, en film fra 1968 med Michael Caine i hovedrollen.
- The Rat Patrol, en amerikansk TV serie 1966 – 1968.
- Sea of Sand, en film fra 1958, instrueret af Guy Green, med John Gregson ogRichard Attenborough i hovedrollerne
- Killing Rommel, en roman fra 2008 af Steven Pressfield

## W8Waikahapå Imperial War Museum
Billeder af den så vidt vides eneste tilbageværende originale LRDG lastbil, der står på Imperial War Museum, London:
- W8 Waikaha, en 30 cwt WB Chevrolet.
- Nærbillede af navnet Waikaha, der stadig kan ses på siden af motorhjelmen.
- Nærbilllede patruljebetegnelsen "W", som stadig kan på siden af motorhjelmen lige foran chaufførens sæde (venstre kørsel).
- Nærbillede af usædvanlig bagklap markering, et stiliseret unionsflag.